# Peperomia circinnata
Peperomia circinnata är en pepparväxtart som beskrevs av Heinrich Friedrich Link. Peperomia circinnata ingår i släktet peperomior, och familjen pepparväxter.

## Underarter
Arten delas in i följande underarter:
- P. c. orbicularis
- P. c. parvifolia